# مفلح

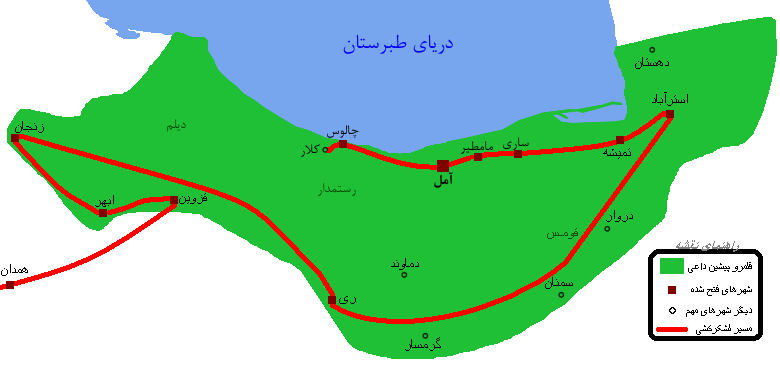
مسیر لشکرکشی مفلح به طبرستان

عبدالرحمان بن مفلح معروف به مُفلِح یکی از سرداران حکومت عباسیان بود. او در سال ۲۵۳ هجری برای سرکوب حسن بن زید راهی طبرستان شد و توانست آن سرزمین را فتح کند ولیکن موفق به کشتن داعی کبیر، حسن بن زید، نشد و برهمین اساس پس از بازگشت وی به عراق آن نواحی بدست علویان طبرستان افتاد.
دلیل آن بازگشت چنین بود که در ماه جمادی‌الآخر سال ۲۵۵ قمری، پیغامی از گرگان به دست مفلح رسید. این پیام موجب شد مفلح به سامرا بازگردد؛ زیرا خلیفهٔ پیشین، المعتز بالله عباسی، درگذشته بود و مهتدی بر تخت نشسته بود. خلیفهٔ جدید فرمان داد که همهٔ نیروهای نظامی عباسیان به عراق بازگردند تا بتواند با «صاحب الزنج» در بصره مقابله کند.